# Максимчук, Василий Андреевич
Василий Андреевич Максимчук (7 июня 1910, Долгенькое — 29 мая 1989, Варшава) — советский и польский военачальник, полковник (1945), генерал бригады Народного Войска Польского (1970).

## Биография
Родился 7 января 1910 года в Киевской губернии, в Долгеньком (под Тальным, ныне Черкасская область) в смешанной польско-малороссийской семье. Окончил 4 класса средней школы в Тальном. С 1932 года служил в РККА, в 8-м отдельном стрелковом полку в Тбилиси. Окончил школу командиров взводов РККА и курсы командиров в Саратове. С 1937 года командир роты, с 1940 года член ВКП(б).
Участник Великой Отечественной войны с июня 1941 года на Западном фронте. В ноябре 1941 года назначен начальником штаба 9-го механизированного полка 2-й механизированной дивизии. В 1941 году окончил курсы Высшей школы пограничников РККА в Москве, с мая 1943 года начальник штаба 908-го стрелкового полка 246-й стрелковой дивизии. Участник сражений под Курском летом 1943 года; участник боёв за Чернигов и Тернополь в начале 1944 года (как командир полка).

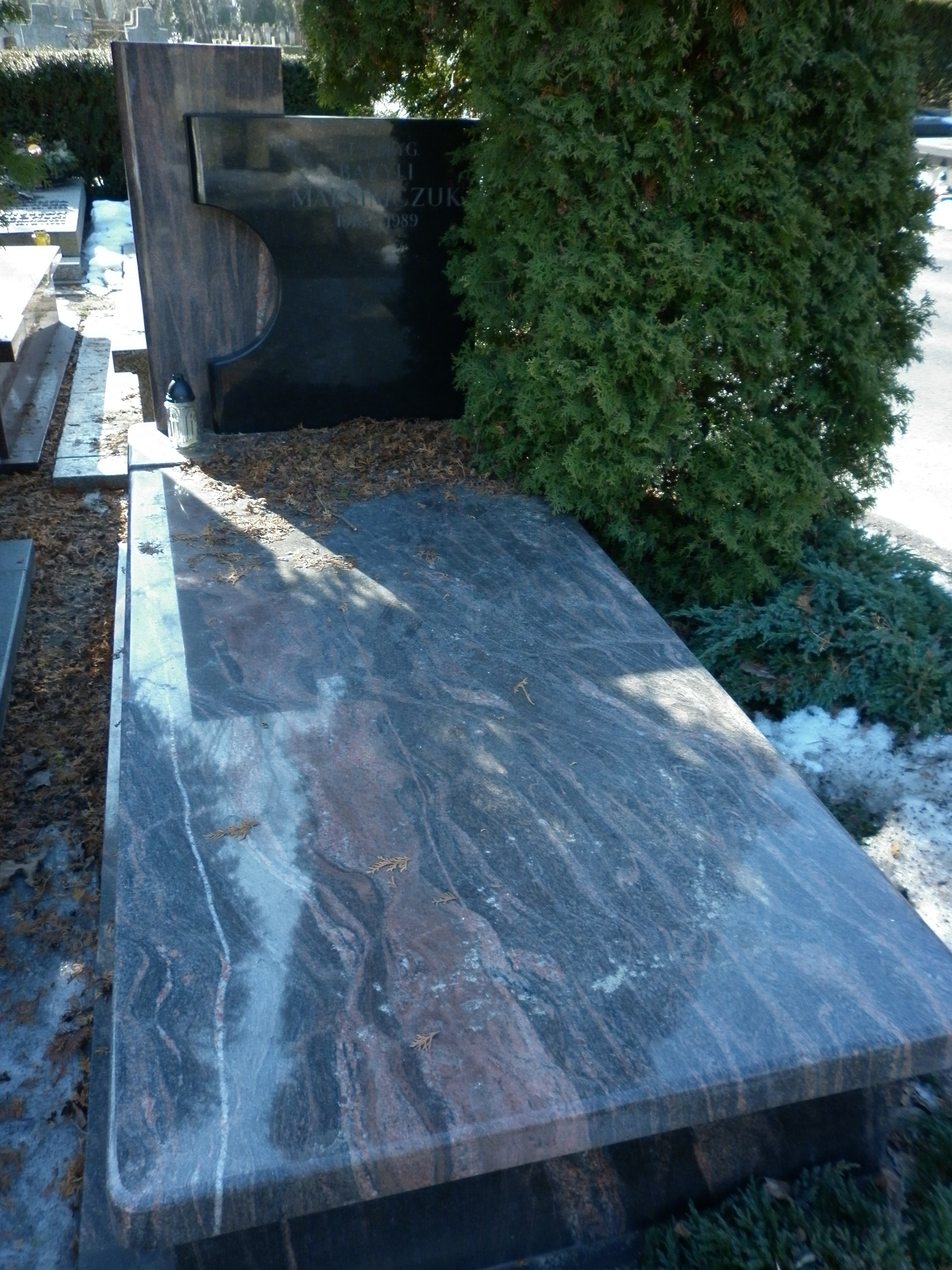
Памятник на кладбище Воинские Повонзки

С мая 1944 года служил в Народном Войске Польском, командовал 1-м Пражским пехотным полком в сражениях от Буга и до Берлина. Участник сражения за крепость Прага в предместье Польши при поддержке 16-й воздушной армии. Полковник РККА с апреля 1945.
После войны — заместитель командира 9-го отдела Войск охраны пограничья в Новы-Сонче. В начале 1946 года арестован по обвинению в злоупотреблении полномочиями, через год уволен со службы и на несколько месяцев вернулся в СССР. В 1947 году принял польское гражданство и вступил в Гражданскую милицию. С сентября 1948 по сентябрь 1949 года — воеводский комендант милиции в Ольштыне, позже уволен из милиции. С 1 ноября 1949 по 16 сентября 1950 — слушатель курсов командиров полков в Высшем пехотном училище Рембертува. По окончании курса назначен командиром 1-го Пражского пехотного полка. С июля 1951 по август 1952 годов — командир 21-й пехотной дивизии.
В 1957 году назначен на работу в Министерство лесной промышленности. До мая 1959 года командир 3-го военного учебного отряда при офицерском училище связи в Зегже. Позже член Команды офицеров по особым поручениям при начальнике Главного политического управления Войска Польского. В декабре 1969 года назначен начальником отдела по вопросам координации военно-экономических исследований при Генеральном штабе Войска Польского. 
В феврале 1970 года уволен в запас по состоянию здоровья. В октябре 1980 года произведён в генералы бригады запаса, церемонию провёл Председатель Государственного совета ПНР Генрик Яблоньский.
Скончался 29 мая 1989 года. 5 июня 1989 года похоронен на военном кладбище Воинские Повонзки в Варшаве (участок B4). Прощальную речь на похоронах читал заместитель командира Варшавского военного округа, генерал бригады Народного Войска Польского Ежи Словиньский.

## Награды

### СССР
- Орден Красного Знамени (6 ноября 1943, 11 мая 1945)[3]
- Орден Отечественной войны I степени (1968)
- Медаль «За боевые заслуги»
- Медаль «За освобождение Варшавы»
- Медаль «За победу над Германией в Великой Отечественной войне 1941—1945 гг.»

### Польша
- Серебряный крест ордена Virtuti Militari (1945)
- Орден Креста Грюнвальда III степени (1945)
- Орден Возрождения Польши (офицер, 1945; командор, 1968)
- Серебряная медаль «Заслуженным на поле Славы»
- Медаль «За участие в боях за Берлин» (1966)
- Медаль «10-летие Народной Польши»
- Медаль «30-летие Народной Польши»
- Медаль «40-летие Народной Польши»
- Медаль «Вооружённые силы на службе Родины» (бронзовая; серебряная, 1958)
- Бронзовая медаль «За заслуги при защите страны» (1967)

### ГДР
- Орден «За заслуги перед Отечеством» (ГДР) (1975)